# گاگیک داوتیان (شیمی‌دان کشاورزی)
گاگیک استپانی داوتیان (ارمنی: Գագիկ Ստեփանի Դավթյան؛  زادهٔ ۸ نوامبر ۱۹۰۹ - درگذشته ۹ مارس ۱۹۸۰) شیمی‌دان اهل ارمنستان که از تاریخ ۱۹۵۷ تا تاریخ ۱۹۶۱ ریاست دانشگاه دولتی ایروان را برعهده داشت.

## زندگی‌نامه
وی در ۸ نوامبر ۱۹۰۹ در دیلیجان به دنیا آمد و از دانشگاه دولتی ایروان فارغ‌التحصیل گشت. همچنین برندهٔ جوایزی همچون نشان لنین، نشان پرچم سرخ کار، نشان دوستی خلق و نشان برجسته افتخار شده‌است. وی در ۹ مارس ۱۹۸۰ در سن ۷۰ سالگی در ایروان درگذشت.

## نگارخانه

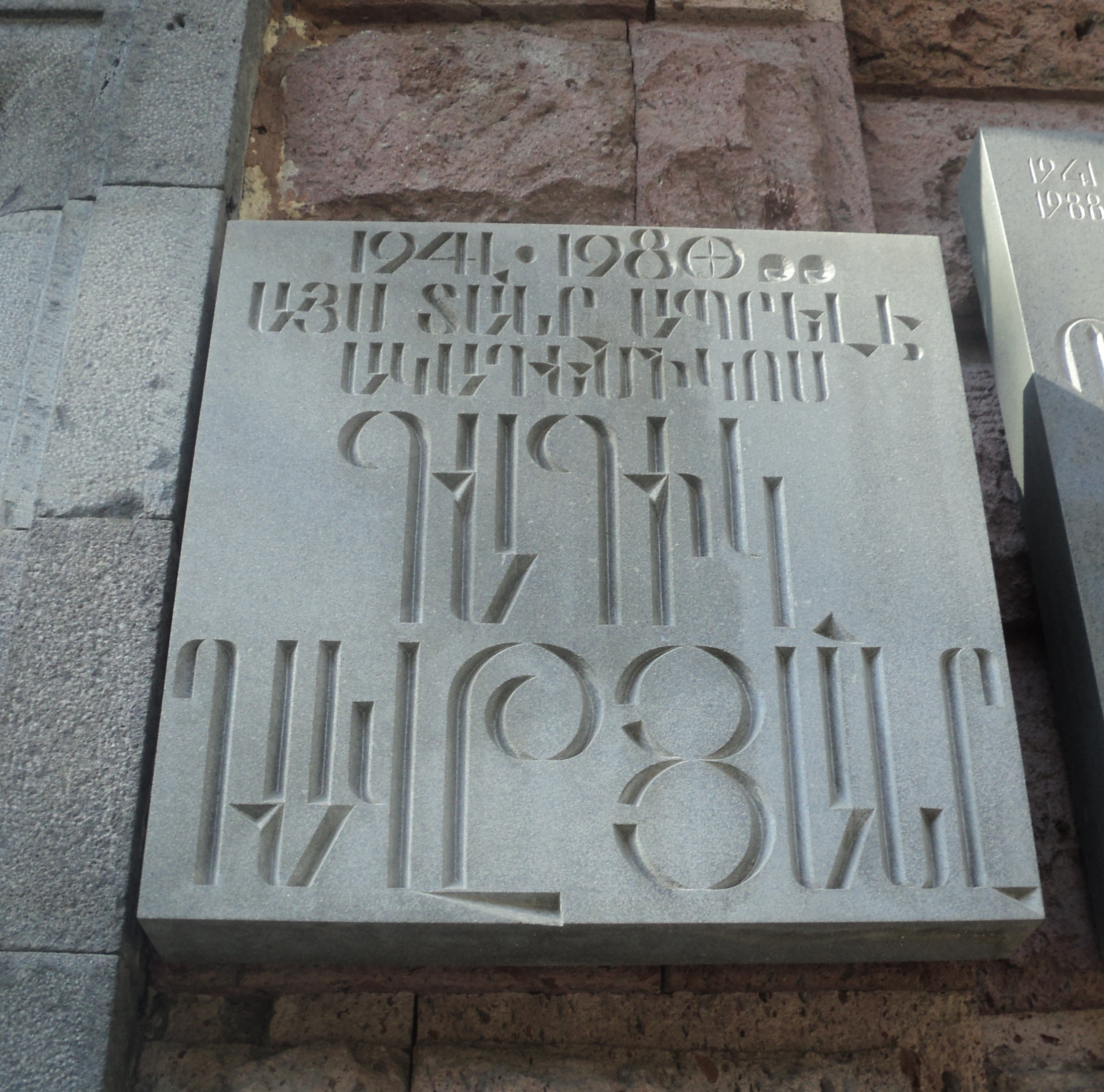